# باربی: شهر بزرگ، رؤیاهای بزرگ
باربی: شهر بزرگ، رؤیاهای بزرگ (به انگلیسی: Barbie: Big City, Big Dreams) فیلم پویانمایی موزیکال ماجراجویی محصول سال ۲۰۲۱ به‌کارگردانی اسکات پی‌دل-پیرس و تهیه‌کنندگی اموری رونالد «ران» میریک و نویسندگی کریستوفر کینن و کاترین «کیت» اسپلین.